# Stephanie Pratt
Stephanie Lynn Pratt (Los Angeles, 11 aprile 1986) è un personaggio televisivo statunitense, conosciuta per essere parte del cast del reality show americano The Hills.

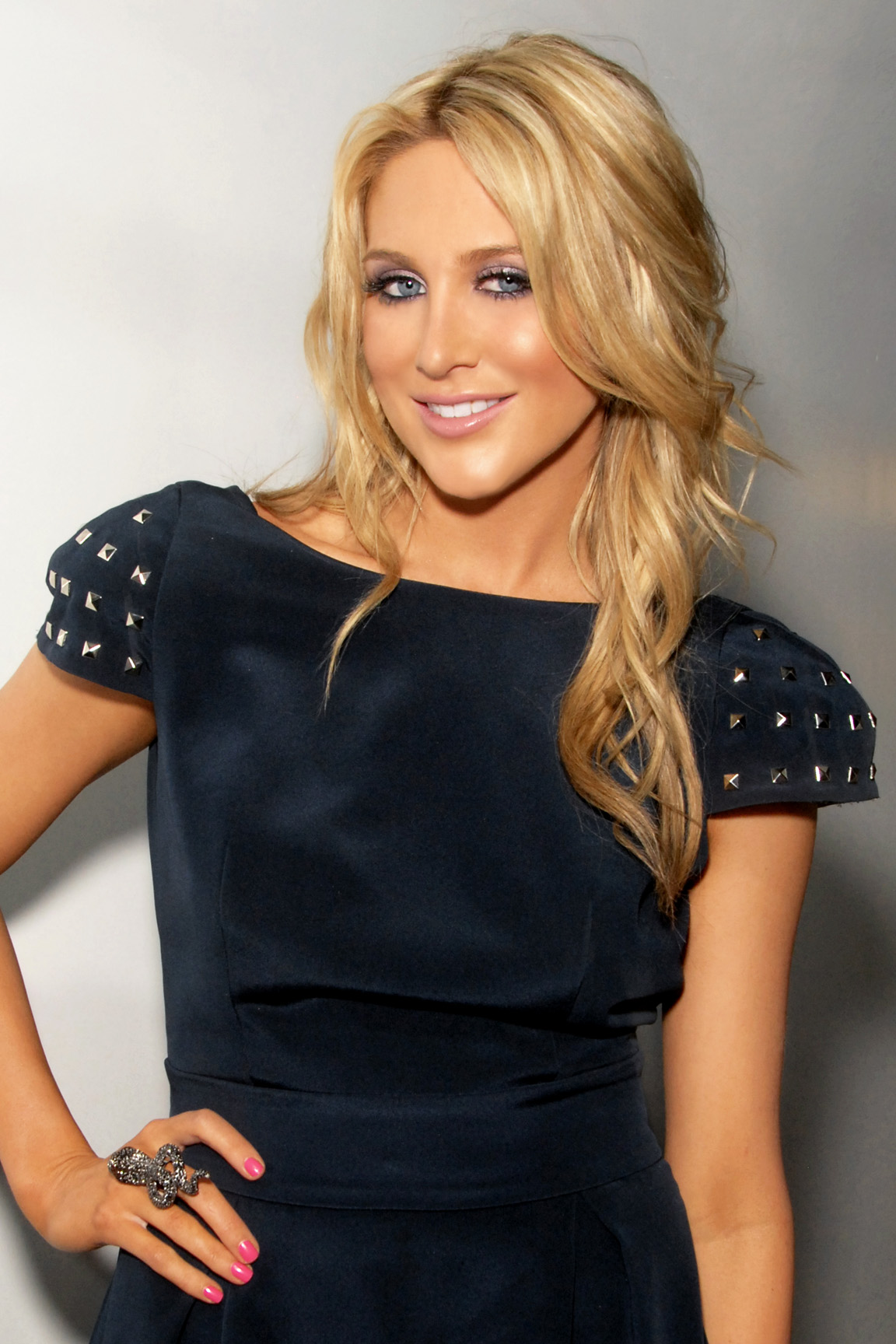
Stephanie Pratt a West Hollywood, 2 febbraio 2010.

Stephanie Pratt ha iniziato la sua carriera da attrice nel programma The Hills, come sorella di Spencer Pratt, marito di Heidi Montag, una delle protagoniste del reality show. È inoltre frequentemente ospite al programma The Soup. Stephanie sta attualmente frequentando il Fashion Institute of Design and Merchandising.